# 莹尺蛾属
莹尺蛾属为尺蛾科的一个单种属。其唯一的物种斑弓莹尺蛾（Hyalinetta megaspila）由弗雷德里克·摩爾于1868年进行首次描述。该物种发现于当时的英属印度孟加拉地区。

## 下属物种
本属包括以下物种：
- 斑弓莹尺蛾 Hyalinetta circumflexa Kollar, 1848